# Paul Pietsch
Paul Pietsch w wyścigach używał pseudonimu Rennbaby (ur. 20 czerwca 1911 we Fryburgu Bryzgowijskim, zm. 31 maja 2012 w Titisee-Neustadt) – niemiecki kierowca wyścigowy. Był najstarszym żyjącym kierowcą Formuły 1.

## Biografia
Urodzony we Fryburgu, Pietsch rozpoczął swoją karierę wyścigową w 1932 roku, startując prywatnym Bugatti oraz Alfa Romeo.
Ścigając się Alfą Romeo, wygrał w 1933 roku wyścig III Svenska Isloppet GP na lodzie w Hemfjärden oraz wyścig I Vallentunaloppet w 1934 roku na jeziorze Vellentunasjön, oba w Szwecji.
W Grand Prix Niemiec 1935 ścigał się dla zespołu Auto Union, a następnie zajął trzecie miejsce w Grand Prix Włoch 1935, po czym opuścił zespół z powodu trudności z prowadzeniem samochodów z silnikami umieszczonymi z tyłu. Od 1937 roku startował prywatnym Maserati. Jego największym osiągnięciem było prowadzenie w Grand Prix Niemiec 1939 od drugiego okrążenia, aż do momentu awarii zapłonu, przez którą spadł na trzecie miejsce, co i tak było doskonałym wynikiem dla kierowcy prywatnego, mierzącego się z dominującymi Srebrnymi Strzałami.
Po wojnie wziął udział w trzech wyścigach Mistrzostw Świata Formuły 1, debiutując 3 września 1950 roku. Jego start fabrycznym samochodem Alfa Romeo w Grand Prix Niemiec 1951 zakończył się wypadkiem. Nie zdobył punktów w klasyfikacji mistrzostw.

## Wyniki w Formule 1
| Legenda oznaczeń w tabelach wyników Wyświetl szablon na nowej stronie | Legenda oznaczeń w tabelach wyników Wyświetl szablon na nowej stronie                                                                     |
| Oznaczenie                                                            | Wyjaśnienie |
| --------------------------------------------------------------------- | --- |
| Złoty                                                                 | Zwycięzca lub mistrzostwo |
| Srebrny                                                               | 2. miejsce lub wicemistrzostwo |
| Brązowy                                                               | 3. miejsce lub II wicemistrzostwo |
| Zielony                                                               | Ukończył, punktował (w klasyfikacji generalnej, gdy zdobył co najmniej jeden punkt na przestrzeni sezonu, poza trzema powyższymi opcjami) |
| Niebieski                                                             | Ukończył, nie punktował (w klasyfikacji generalnej, gdy nie zdobył co najmniej jednego punktu na przestrzeni sezonu)                      |
| Czerwony                                                              | Nie zakwalifikował się (NZ) |
| Czerwony                                                              | Nie prekwalifikował się (NPK) |
| Różowy                                                                | Nie ukończył (NU) |
| Różowy                                                                | Niesklasyfikowany (NS) (w klasyfikacji generalnej, gdy nie został sklasyfikowany w żadnym wyścigu sezonu)                                 |
| Czarny                                                                | Zdyskwalifikowany (DK) |
| Czarny                                                                | Wykluczony (WYK/EX) |
| Biały                                                                 | Nie wystartował (NW) |
| Biały                                                                 | Kontuzjowany (K/INJ) |
| Biały                                                                 | Wyścig odwołany (OD/C) |
| Bez koloru                                                            | Został wycofany (WYC/WD) |
| Bez koloru                                                            | Nie przybył (NP/DNA) |
| Bez koloru                                                            | Nie brał udziału w treningach (NT/DNP) |
| Bez koloru                                                            | Nie został zgłoszony (–) |
| Pogrubienie                                                           | Start z pole position |
| Kursywa                                                               | Najszybsze okrążenie wyścigu |
| †                                                                     | Nie ukończył, ale jego rezultat został zaliczony ze względu na przejechanie więcej niż 90% dystansu wyścigu.                              |
| *                                                                     | Sezon w trakcie |
| 1/2/3                                                                 | Punktowana pozycja w sprincie kwalifikacyjnym                                                                                             |
| Lista systemów punktacji Formuły 1                                    | |

| Rok  | Zespół              | Bolid            | Silnik        | Wyniki w poszczególnych eliminacjach | Wyniki w poszczególnych eliminacjach | Wyniki w poszczególnych eliminacjach | Wyniki w poszczególnych eliminacjach | Wyniki w poszczególnych eliminacjach | Wyniki w poszczególnych eliminacjach | Wyniki w poszczególnych eliminacjach | Wyniki w poszczególnych eliminacjach | Pozycja | Punkty |
| ---- | ------------------- | ---------------- | ------------- | ------------------------------------ | ------------------------------------ | ------------------------------------ | ------------------------------------ | ------------------------------------ | ------------------------------------ | ------------------------------------ | ------------------------------------ | ------- | ------ |
| 1950 | Paul Pietsch        | Maserati 4CLT/48 | Maserati R4   | GBR                                  | MON                                  | 500                                  | SWI                                  | BEL                                  | FRA                                  | ITA                                  |                                      | NS      | 0      |
| 1950 | Paul Pietsch        | Maserati 4CLT/48 | Maserati R4   | -                                    | -                                    | -                                    | -                                    | -                                    | -                                    | NU                                   |                                      | NS      | 0      |
| 1951 | Alfa Romeo SpA      | Alfa Romeo 159   | Alfa Romeo R8 | SWI                                  | 500                                  | BEL                                  | FRA                                  | GBR                                  | GER                                  | ITA                                  | ESP                                  | NS      | 0      |
| 1951 | Alfa Romeo SpA      | Alfa Romeo 159   | Alfa Romeo R8 | -                                    | -                                    | -                                    | -                                    | -                                    | NU                                   | -                                    | -                                    | NS      | 0      |
| 1952 | Motor-Presse-Verlag | Veritas Meteor   | Veritas R6    | SWI                                  | 500                                  | BEL                                  | FRA                                  | GBR                                  | GER                                  | HOL                                  | ITA                                  | NS      | 0      |
| 1952 | Motor-Presse-Verlag | Veritas Meteor   | Veritas R6    | -                                    | -                                    | -                                    | -                                    | -                                    | NU                                   | -                                    | -                                    | NS      | 0      |